# Neutralidade suíça
A neutralidade suíça é um dos principais princípios da política externa da Suíça, que determina que o país não deve se envolver em conflitos armados ou políticos entre outros Estados. Esta política é autoimposta, sendo concebida para garantir a segurança externa e promover a paz.
A Suíça tem a mais antiga política de neutralidade militar do mundo, e não participa de uma guerra entre países estrangeiros desde que sua neutralidade foi estabelecida pelo Tratado de Paris, em 1815.
Embora as potências europeias (Áustria, França, Reino Unido, Portugal, Prússia, Rússia, Espanha e Suécia) concordassem no Congresso de Viena, em maio de 1815, que a Suíça deveria ser neutra, a ratificação final do tratado foi adiada até que Napoleão Bonaparte fosse derrotado para permitir que algumas forças da coalizão invadissem a França através do território suíço.
O país tem uma história de neutralidade armada desde a Reforma Suíça; não está em estado de guerra internacional desde 1815 e não se tornou membro das Nações Unidas até 2002. Persegue uma política externa ativa e está frequentemente envolvida em processos de construção da paz em todo o mundo.
De acordo com o presidente suíço Ignazio Cassis, durante um discurso no Fórum Econômico Mundial em 2022, as leis de neutralidade para a Suíça são baseadas nos princípios do acordo de Haia, que incluem "não participar em guerras; cooperação internacional, mas sem participação em qualquer aliança militar; não fornecer tropas ou armas para as partes em conflito e não conceder direitos de transição".

## Origens

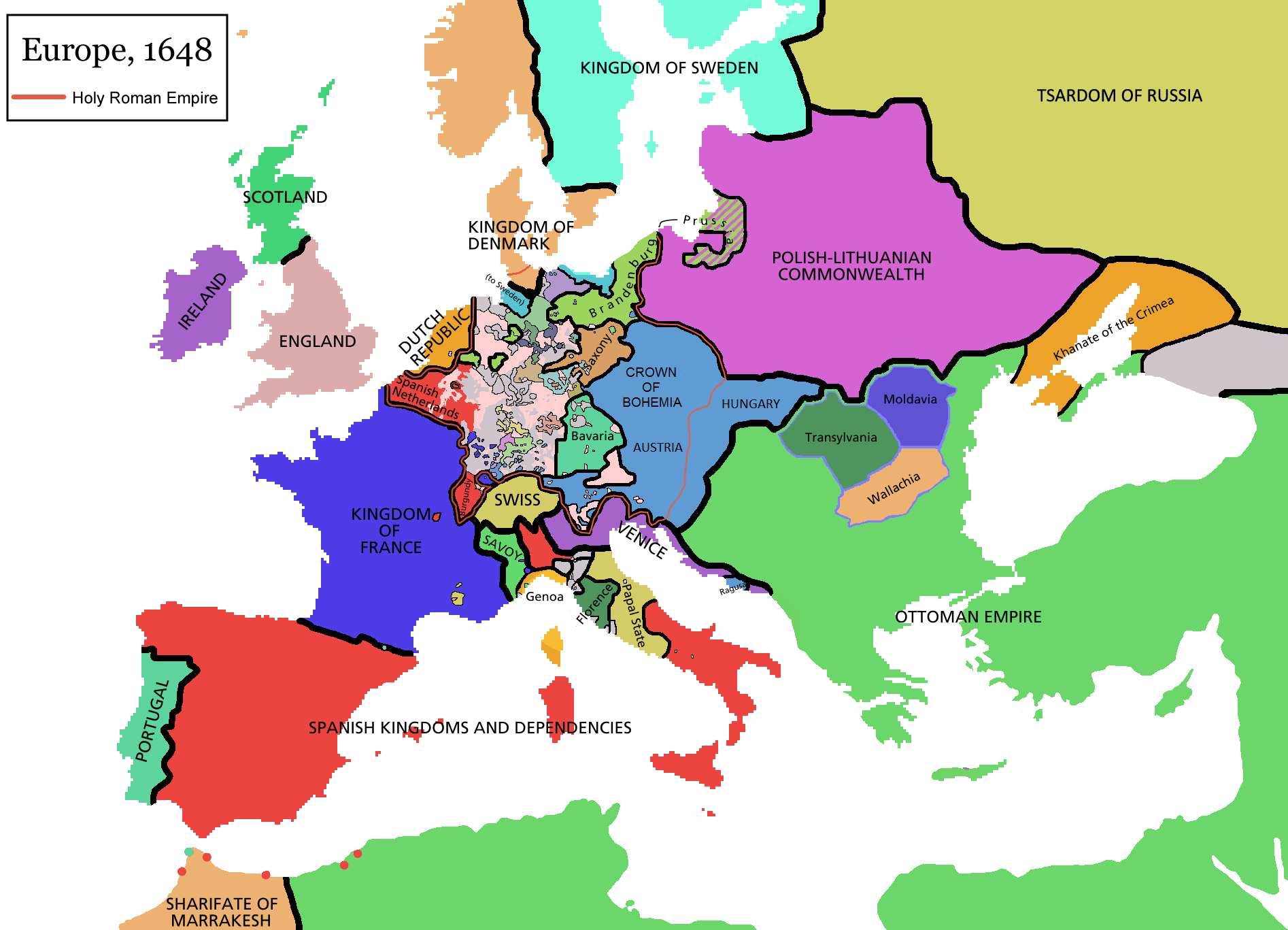
Suíça após a Paz de Vestfália, 1648

O início da neutralidade suíça pode ser datado da derrota da Antiga Confederação Suíça na Batalha de Marignano, em setembro de 1515, ou do tratado de paz que a Confederação Suíça assinou com a França em 12 de novembro de 1516.(p241) Antes disso, a Confederação Suíça tinha uma política externa expansionista.
A Paz de Vestfália, em 1648, foi outro passo importante no desenvolvimento da neutralidade suíça.(p242) Forças de outros países foram proibidos de transitar pelo território suíço, e a Confederação tornou-se legalmente independente do Sacro Império Romano,(p242) embora fosse independente do Império de facto desde 1499.
A invasão da Suíça em 1798 pela Primeira República Francesa culminou na criação de um estado satélite chamado República Helvética. Embora a constituição suíça de 1798 e o Ato de Mediação de 1803 afirmassem que a França protegeria a independência e a neutralidade suíça, essas promessas não foram cumpridas.(p245) Com este último ato, a Suíça assinou um tratado de aliança defensiva com a França.(p245) Durante a Restauração, a constituição da Confederação Suíça e a Lei do Tratado de Paris sobre a Neutralidade da Suíça afirmaram a neutralidade do país.(p246)
A datação da neutralidade em 1516 é contestada pelos historiadores modernos. Antes de 1895, nenhum historiador fez referência à Batalha de Marignano como o início da neutralidade. O retrocesso posterior deve ser visto à luz das ameaças de várias grandes potências em 1889 para rescindir a neutralidade concedida à Suíça em 1815. Uma publicação de Paul Schweizer, intitulada Geschichte der schweizerischen Neutralität, tentou mostrar que a neutralidade suíça não foi concedida por outras nações, mas uma decisão que eles mesmos tomaram e, portanto, não poderia ser rescindida por outros. A posterior publicação homônima de Edgar Bonjour, publicada entre 1946 e 1975, ampliou essa tese.

## Guerras mundiais

### Primeira Guerra Mundial

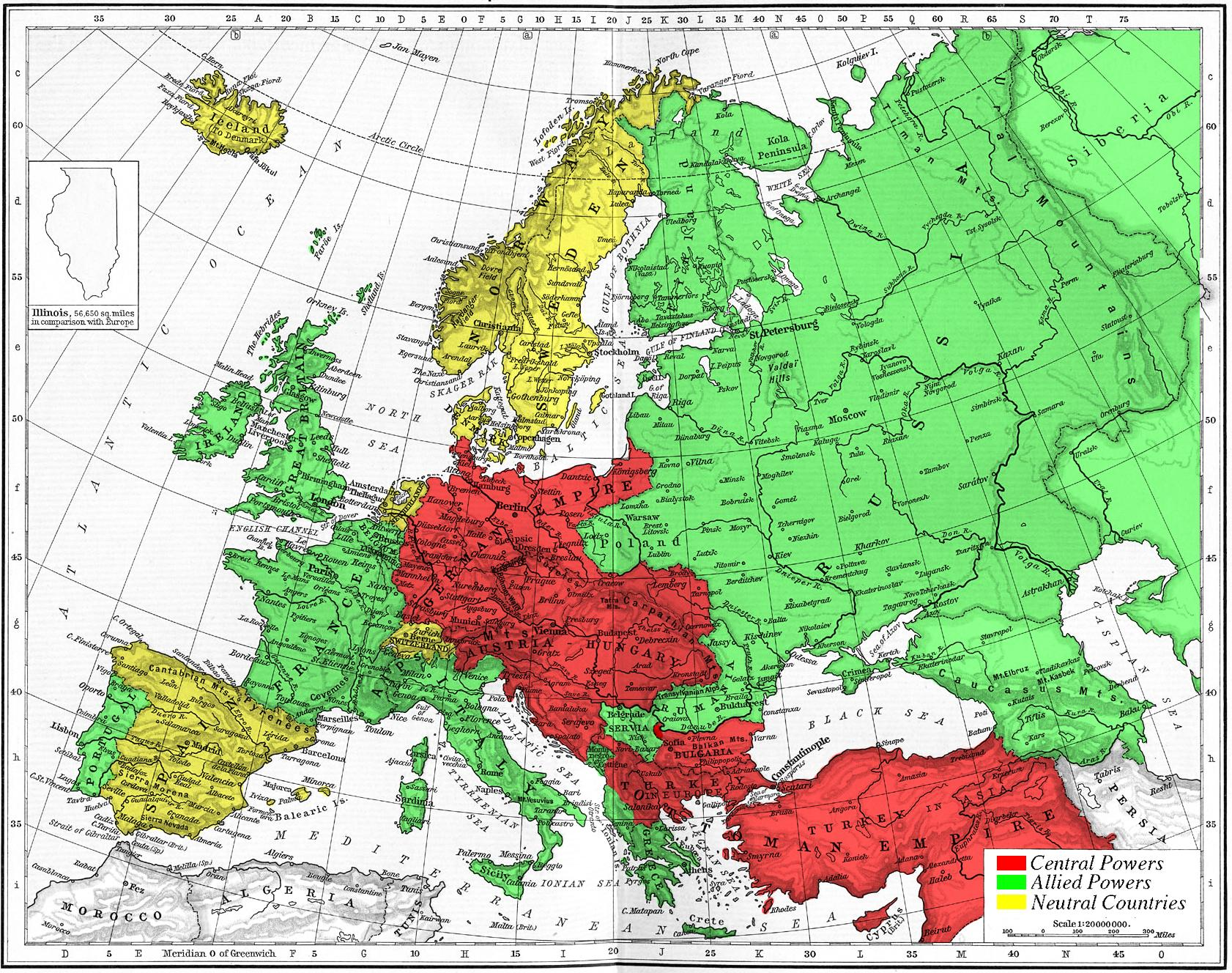
Europa em 1910, alianças militares da 1.º Guerra Mundial em destaque. A Suíça, em amarelo, ficou cercada por membros de alianças opostas

Durante a Primeira Guerra Mundial, a Suíça manteve sua política de neutralidade, apesar de compartilhar fronteiras terrestres com duas das Potências Centrais (Alemanha e Áustria-Hungria) e duas das Potências Aliadas (França e Itália). A maioria de língua alemã na Suíça geralmente favorecia as Potências Centrais, enquanto as populações de língua francesa e italiana favoreciam as Potências Aliadas. Isso gerou tensões internas; no entanto, o país conseguiu manter sua neutralidade.
Em 1917, a neutralidade da Suíça foi questionada pelo escândalo Grimm-Hoffmann. Robert Grimm, um político socialista suíço, visitou a Rússia na tentativa de negociar um acordo de paz separado entre a Rússia e a Alemanha, a fim de encerrar a guerra na Frente Oriental no interesse do socialismo. Grimm foi apoiado por Arthur Hoffman, um conselheiro federal suíço que estava encarregado do Departamento Político e chefiou o Ministério das Relações Exteriores. No entanto, Hoffman não consultou os demais conselheiros sobre esta iniciativa, e quando um telegrama enviado entre Grimm e Hoffman se tornou público, as Potências Aliadas ficaram indignadas.

### Período entre guerras
A Liga das Nações reconheceu formalmente a neutralidade suíça em 13 de fevereiro de 1920. Embora a política não fosse universalmente admirada, era respeitada por outros países. Como homenagem, a organização mundial ainda escolheu Genebra como sede, e também isentou a Suíça de obrigações militares. No entanto, o país foi forçado a adotar a chamada "neutralidade diferencial", que exigia que a Suíça participasse de sanções econômicas preservando sua neutralidade militar, uma política inicialmente bem-vinda para estabelecer a solidariedade suíça com os esforços internacionais para promover uma ordem mundial pacífica. Em março de 1938, no entanto, o governo suíço estava se tornando cada vez mais avesso a esse tipo de neutralidade e voltou à neutralidade absoluta. A mudança não significou apenas uma percepção pelos suíços de suas políticas tradicionais, também foi atribuída à deterioração das relações econômicas e políticas europeias no período anterior à Segunda Guerra Mundial.

### Segunda Guerra Mundial
A Suíça se viu completamente cercada pelas potências do Eixo e território controlado pelo Eixo durante a maior parte da Segunda Guerra Mundial. A Alemanha Nazista planejou uma invasão da Suíça, que fez os preparativos para tal ocorrência. A Suíça chegou a mobilizar 850 000 soldados para sua defesa, e sob a liderança de Henri Guisan, desenvolveu seu plano de Reduto Nacional para o caso de invasão.
Embora a Suíça tenha sido criticada por muitos por sua postura ambígua durante a Segunda Guerra Mundial, sua neutralidade foi apreciada em várias ocasiões por líderes mundiais.

De todos os neutros, a Suíça tem o maior direito à distinção… De que importa se ela foi ou não capaz de nos dar as vantagens comerciais que desejamos ou deu demais aos alemães…? Ela tem sido um Estado democrático, defendendo a liberdade em legítima defesa… e em grande parte ao nosso lado.

Winston Churchill, 1944, em carta ao Secretário para Assuntos Estrangeiras do Reino Unido, Anthony Eden
A partir de 1943, a Suíça interceptou aeronaves americanas e britânicas, principalmente bombardeiros, sobrevoando o país durante a Segunda Guerra Mundial. Em várias ocasiões durante a guerra, aeronaves aliadas invadiram o espaço aéreo suíço; principalmente bombardeiros aliados danificados voltando de ataques sobre a Itália e a Alemanha, cujas tripulações preferiram ser internadas pelos suíços a se tornarem prisioneiros de guerra. Mais de cem tripulações de aeronaves aliadas foram internadas e colocadas em estações de esqui que foram abandonadas devido à falta de turistas após o início da guerra. Eles deveriam ser mantidos lá até que a guerra terminasse. Pelo menos 940 aviadores americanos tentaram escapar para a França após a invasão da Normandia, mas as autoridades suíças interceptaram 183 internos. Mais de 160 desses aviadores foram encarcerados em um campo de prisioneiros suíço conhecido como Wauwilermoos, localizado perto de Lucerna e comandado por André Béguin, um oficial suíço pró-nazista. Os internos americanos permaneceram em Wauwilermoos até novembro de 1944, quando o Departamento de Estado dos Estados Unidos apresentou protestos contra o governo suíço e garantiu sua libertação.

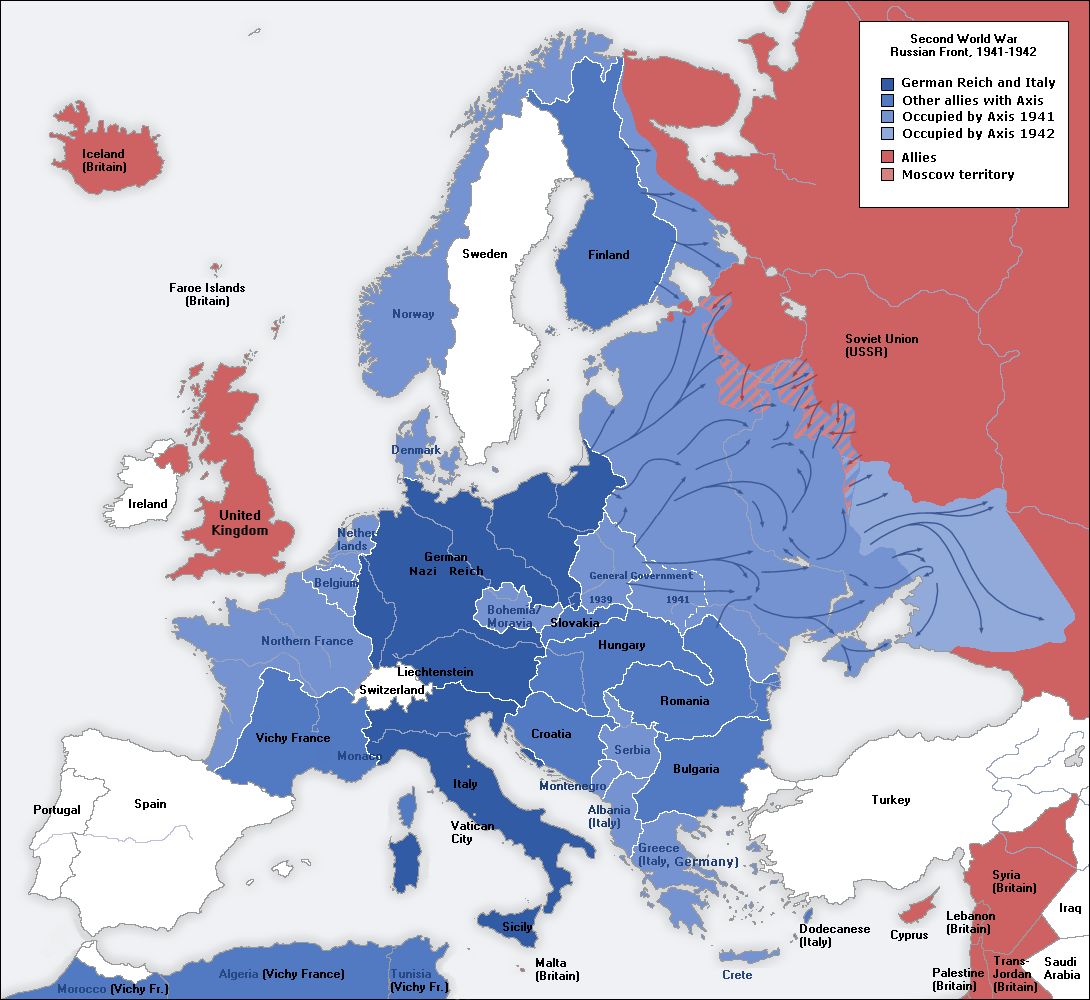
A Suíça esteve cercada pelo território sob controle do Eixo entre 1940 e 1944.

Por estar cercada pelo território controlado pelo Eixo; a Suíça também sofreu com os bombardeios dos Aliados durante a guerra – um exemplo foi quando Schaffhausen foi acidentalmente bombardeada por aviões americanos em 1.º de abril de 1944, após ter sido confundida com Ludwigshafen am Rhein, uma cidade alemã a 284 quilômetros de distância.
Esses incidentes de bombardeio testaram a neutralidade da Suíça, pois mostraram a leniência dos suíços em relação às violações do espaço aéreo pelos Aliados. Os bombardeios persistiram e, por fim, a Suíça declarou uma política de tolerância zero para violações por aeronaves do Eixo ou Aliadas, e autorizou ataques a aeronaves americanas.
Os suíços, embora um tanto céticos, reagiram tratando essas violações de sua neutralidade como "acidentes". Os Estados Unidos foram avisados de que aeronaves isoladas seriam forçadas a descer e suas tripulações ainda teriam permissão para buscar refúgio, enquanto formações de bombardeiros que violassem o espaço aéreo seriam interceptadas. Enquanto os políticos e diplomatas americanos tentavam minimizar os danos políticos causados por esses incidentes, outros tinham uma visão mais hostil. Alguns comandantes seniores argumentaram que, como a Suíça estava "cheia de simpatizantes da Alemanha", merecia ser bombardeada. O General Henry H. Arnold, Comandante Geral das Forças Aéreas do Exército dos EUA, chegou a sugerir que eram os próprios alemães que estavam voando com aviões aliados capturados sobre a Suíça em uma tentativa de obter uma vitória de propaganda.

## 1945–presente
Após a Segunda Guerra Mundial, a Suíça começou a ter um papel mais ativo nas atividades humanitárias.
Aderiu às Nações Unidas após um referendo em março de 2002. Em votos registrados na Assembleia Geral das Nações Unidas até dez anos após seu ingresso na ONU, nota-se que a Suíça ocupou uma posição intermediária, por vezes votando junto a estados membros como Estados Unidos e Israel, mas em outros momentos com países como a China. No Conselho de Direitos Humanos das Nações Unidas, a Suíça ficou mais ao lado dos países ocidentais e contra países como a China e a Rússia.
A Suíça participou do desenvolvimento do Código Internacional de Conduta para Provedores de Serviços de Segurança Privada (ICoC), concebido como um mecanismo de supervisão de provedores de segurança privada. Em setembro de 2015, foi introduzida uma "Lei Federal sobre Serviços de Segurança Privada prestados no Exterior", a fim de "[preservar] a neutralidade suíça", conforme declarado em seu primeiro artigo. Ele exige que as empresas de segurança privada com sede na Suíça declarem todas as operações realizadas no exterior e adiram ao ICoC. Além disso, estabelece que nenhuma pessoa física ou moral abrangida por esta lei pode participar diretamente – ou indiretamente, através da oferta de serviços de segurança privada – em quaisquer hostilidades no exterior. Em 2016, a Seção de Serviços de Segurança Privada (SPSS), órgão do Ministério das Relações Exteriores responsável pelos procedimentos definidos pela nova lei, recebeu 300 pedidos de aprovação.
Em 2011, a Suíça registrou-se como candidata a um assento no Conselho de Segurança das Nações Unidas em 2023–2024. Em um relatório de 2015 solicitado pelo parlamento, o governo afirmou que um assento suíço no Conselho de Segurança seria "totalmente compatível com os princípios de neutralidade e com a política de neutralidade da Suíça". Os opositores do projeto, como o ex-embaixador Paul Widmer, consideram que esta cadeira "colocaria em risco a sua neutralidade [na Suíça]".
Em 2014, a Suíça não adotou sanções da União Europeia contra a Rússia após a anexação da Crimeia, mas implementou regras que impediram o contorno das sanções impostas pela UE.
Uma pesquisa de 2018 apontou que 95% dos suíços eram a favor da manutenção da neutralidade.

### Conflitos no Oriente Médio
As Forças Armadas da Suíça participaram da guerra liderada pelos Estados Unidos no Afeganistão como observadores, no que a Swiss Broadcasting Corporation descreveu como o "primeiro destacamento militar do país desde 1815". Durante a invasão do Iraque em 2003, os Estados Unidos receberam permissão para usar o espaço aéreo suíço para missões de vigilância sobre o Iraque.
A Suíça enviou armas para o Egito, Bahrein, Arábia Saudita e Emirados Árabes Unidos, que estiveram envolvidos na intervenção liderada pela Arábia Saudita no Iêmen.

### Invasão da Ucrânia pela Rússia em 2022
Em 2022, a Suíça adotou sanções impostas pela União Europeia contra a Rússia em resposta à invasão da Ucrânia. Embora a Suíça siga regras definidas para permanecer neutra em conflitos militares, ela impôs sanções por esta "grave violação das normas mais fundamentais do direito internacional [...] no âmbito de sua margem de manobra política". Segundo a conselheira federal Viola Amherd, a Suíça está envolvida apenas em missões humanitárias e não permitirá o envio direto de armas para a zona de guerra de ou através de seu território. Independentemente das leis reais que regem um país neutro, diversos meios de comunicação ainda rotularam isso como uma ruptura com 500 anos de neutralidade suíça. A Rússia percebeu as sanções de forma semelhante, pois rejeitou a oferta da Suíça para mediar o conflito.
Em fevereiro de 2022, a Suíça adotou ainda mais sanções da União Europeia contra a Rússia e congelou muitas contas bancárias russas. Analistas disseram que a medida afetaria a economia suíça.
Em março de 2022, o ex-conselheiro suíço Christoph Blocher anunciou a iniciativa eleitoral 'Pro Souveräne Schweiz' (PSS), que alteraria a "neutralidade integral" da constituição suíça. Se aprovadas, sanções econômicas, por exemplo, contra a Rússia em 2022, constituiriam uma violação da neutralidade suíça. A iniciativa é apoiada pelo Partido do Povo Suíço (SVP), de direita.
Em abril de 2022, o Departamento Federal de Assuntos Econômicos vetou o pedido da Alemanha para reexportar munição suíça para a Ucrânia com base na neutralidade suíça e nos critérios de rejeição obrigatória da legislação de material de guerra. O ministério da defesa da Suíça iniciou um relatório em maio de 2022 analisando várias opções militares, incluindo maior cooperação e exercícios militares conjuntos com a OTAN. No entanto, a adesão à OTAN continua impopular. Uma pesquisa de março de 2022 descobriu que 27% dos entrevistados apoiavam a adesão da Suíça à OTAN, enquanto 67% se opunham. Outra, em maio de 2022, indicou que 33% dos suíços apoiavam a adesão da Suíça à OTAN e 56% apoiavam o aumento dos laços com a OTAN.
Em setembro de 2022, o Parlamento da Suíça votou contra uma revisão de sua lei para impor sanções independentes. Portanto, a Suíça ainda só pode adotar sanções impostas pelo Conselho de Segurança das Nações Unidas, pela UE ou pela OCDE.

## Críticas
A neutralidade suíça foi questionada algumas vezes, principalmente em relação ao papel da Suíça durante a Segunda Guerra Mundial, envolvendo o ouro saqueado pelos nazistas e a atuação do Comitê Internacional da Cruz Vermelha; seus laços econômicos com o regime do apartheid na África do Sul, a participação do país na Operação Gladio e, mais recentemente, no caso de espionagem da Crypto AG.